# アレクサンドル・ヤロスラヴィチ (リャザン公)
アレクサンドル・ヤロスラヴィチ（ロシア語: Александр Ярославич）は、歴代リャザン大公のうちの1人である。在位：1327年 - 1339年以前。リャザン大公ヤロスラフの子。
アレクサンドルはリャザン大公イヴァンとヴァシリーの父であるとされるが、両名を共にプロンスク公アレクサンドルの子とみなす説もある。